# جيلاتين جلد الحمار

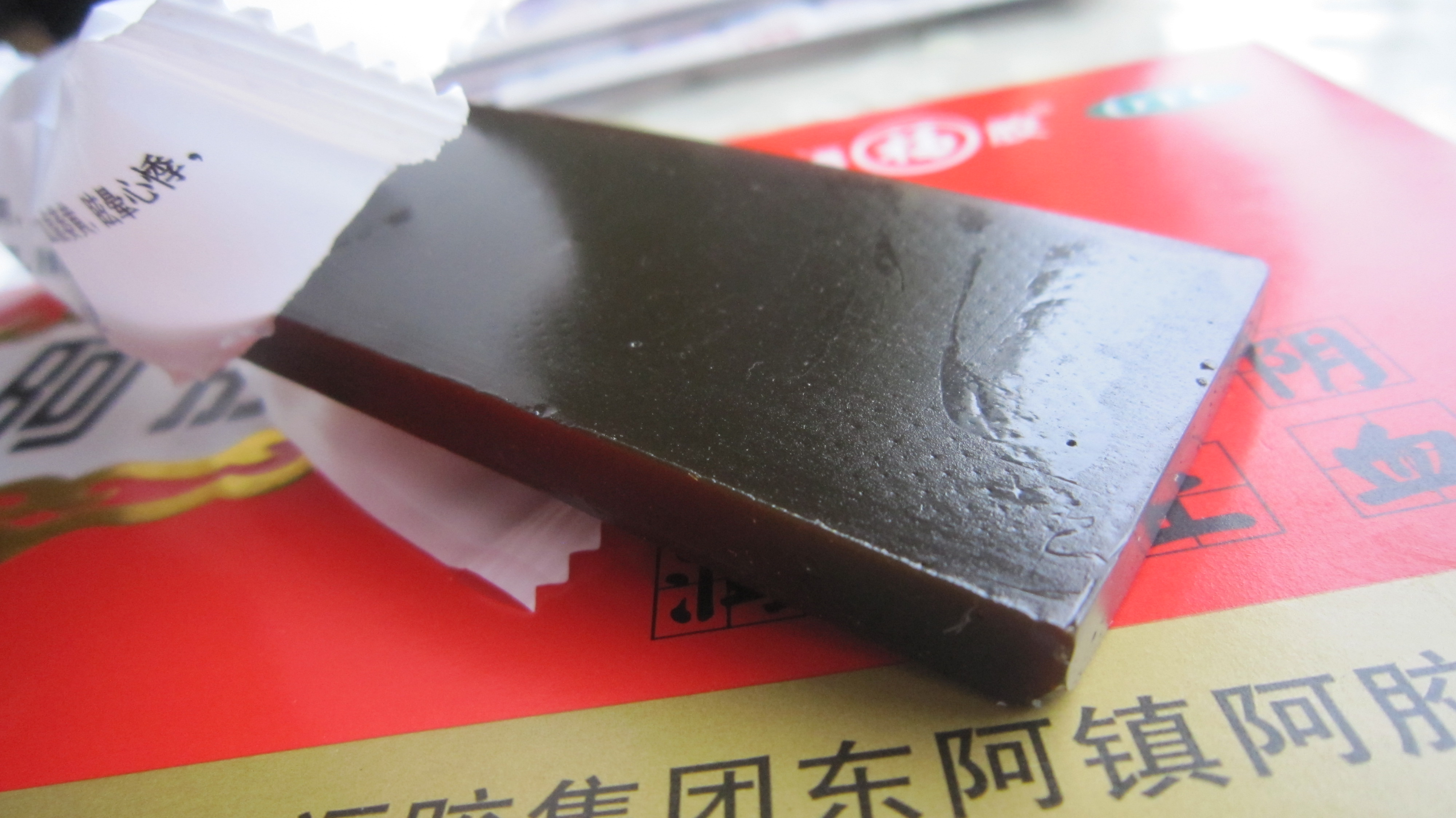
قطعة من جيلاتين جلد الحمار

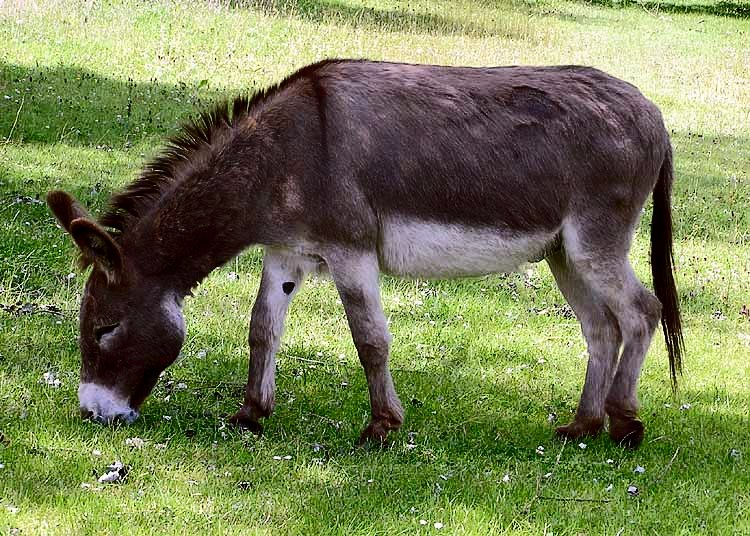
حمار

جلاتين جلد الحمار (بالصينية:阿胶) ويُنطق أجْياو ،هو مادة هلامية (جيلاتين) تُنتج من جلد الحمار ،عن طريق نقع وطبخ الجلد لمدة طويلة .يعد أحد المكونات والعناصر في الطب التقليدي في الصين ،يتم إنتاج الجيلاتين في عدة مقاطعات ساحلية في الصين أشهرها، جيانغسو جيجيانغ وشاندونغ .

## إعداده
درجت تقاليد الصينيين على تحضير وإعداد هذا المنتج الجيلاتيني خلال أواخر الخريف والشتاء (من بعد الحصاد وحتى بداية مارس/ آذار). يصنع عادة من جلد حمار أسود مذبوح حديثًا. لكن لمّا قلت أعداد الحمير، تم إعداد أجياو مغشوش لخداع المستهلكين باستخدام جلود البغال والخيول والجمال والخنازير، وامتدت طرق الغش عنده حتى وصلت لطبخ جلود الأحذية القديمة المستعملة وإضافة القليل من جلود حيوانات أخرى ليتم إنتاج الأجاو المغشوش.

## لحم الحمار في الأمثال الصينية
- عندهم مثل يقول لحم التنين في الجنة ولحم الحمار في الأرض كناية عن طيب و لذاذة لحم الحمار. (بالصينية:天上龙肉，地下驴肉)[1]